# Communist Party of India
 Ikke at forveksle med Communist Party of India (Maoist) og Communist Party of India (Marxist).
Communist Party of India (CPI) (Bhāratīya Kamyunisṭ Pārṭī) er et kommunistparti i Indien. Indenfor den indiske kommunistbevægelse er der forskellige opfattelser af, hvornår Communist Party of India blev grundlagt, men den dato som partiet selv anser som den korrekte er den 26. december 1925. Det konkurrerende parti Communist Party of India (Marxist), der brød ud af CPI i 1964, er dog af den opfattelse, at CPI blev grundlagt i 1920.
Partiet er i dag (2016) repræsenteret i det indiske underhus Lok Sabha med et enkelt mandat, og er repræsenteret i enkelte delstater. Partiet har traditionelt stået stærkt i delstaten Kerala, hvor det indgår i en koalition med Communist Parti of India (Marxist), der har absolut flertal i delstatens parlament.

## Kommunisme under koloniperioden

### Etablering
Communist Party of India anser selskabets stiftelse for at have fundet sted den 26. december 1925 ved den første partikonference. Det senere udbrudte parti, CPI(M), mener imidlertid, at Communist Party of India blev grundlagt i Tashkent, Turkestanske ASSR i det daværende Sovjetunionen den 17. oktober 1920 kort efter den anden kongres i Komintern.
CPI er af den opfattelse, at der blev oprettet mange forskellige kommunistiske grupperinger i Indien med udenlandsk støtte, og at gruppen i Tashkent blot var en af mange af disse grupperinger. Den eneste af de mange grupperinger, der blev optaget i CPI var en gruppe etableret af Shaukat Usmani, kaldet United Provinces of British India.
Mellem 1921 og 1924 blev ført en række retssager mod indiske kommunistledere. Sagerne blev vidt omtalt i indisk presse og var medvirkende til at udbrede kendskabet til kommunismen i landet.
Den 26.-28. december 1925 blev der arrangeret en kommunistisk konference i byen Kanpur. Den britiske kolonimagt anslog at omkring 500 personer deltog i konferencen. På konferencen tog sammenslutningen navnet 'Communist Party of India' og flere lokale sammenslutninger i Indien sluttede sig til organisationen. Partiet var imidlertid ikke tilladt og partiet lod i stedet sine medlemmer gennemføre aktiviteter gennem tilladte partier for arbejdere og bønder.

### Aktiviteter under koloniherredømmet
Det britiske forbud mod kommunistiske partier vanskeliggjorde partiets arbejde og op igennem 1920'erne og i begyndelsen af 1930'erne var partiet dårligt organiseret og kommunistbevægelsen bestod i praksis af flere forskellige grupperinger, der arbejdede uden en national koordination. Ved den 6. kongres i Komintern i 1928 blev de indiske kommunister pålagt at kæmpe mod de "national-reformistiske" indiske ledere og at "demaskere det national-reformistiske Indian National Congress og modsætte sig alle fraser fra Swarajiterne, Gandhisterne, etc. om passiv modstand". I 1929 blev en række fremtrædende ledere af partiet fængslet, og partiet blev reorganiseret i 1934 med en centralkomité, da disse blev løsladt igen. Samme år blev CPI optaget i Komintern. CPI's hovedaktiviteter var på daværende tidspunkt i Bombay, Calcutta og Punjab, men partiet havde også påbegyndt aktiviteter i Madras.
Ved Kominterns politiske skift fra 1934 til fordel for en folkefront-strategi, skiftede de indiske kommunister holdning overfor Indian National Congress. Kommunisterne lod sig optage i Congress Socialist Party, der udgjorde venstrefløjen i INC. og støttede derved kravet om en indiske folkekongres, hvilket CPI havde været en arg modstander af to år forinden. CPI var dog af den opfattelse, at behovet for en folkekongres ikke gjorde oprettelsen af sovjetter. Samarbejdet mellem CPI og socialisterne nåede sit højeste i 1936–1937. På CSP's anden kongres blev udstedt en deklaration om nødvendigheden af "et forenet indisk socialistparti baseret på Marxisme-leninismen'. og på den tredje kongres blev adskillige kommunister valgt ind i CSP's ledelse. I Kerala fik kommunisterne flertallet i CSP og overtog kontrollen for en kort periode. Kominterns folkefrontpolitik blev imidlertid afsluttet med Molotov-Ribbentrop-pagten i august 1939, og allerede i 1940 indtog CPI en langt mere yderliggående holdning end CSP, idet CPI udstedte en deklaration om "Proletariatets vej", hvori der blev opfordret til at udnytte Storbritanniens svækkelse til nationalstrejke, stop for al betaling af skatter og husleje samt mobilisering for en væbnet revolution. Kommunisterne blev herefter ekskluderet fra CSP.
Under 2. Verdenskrig, hvor kolonimagten Storbritannien var allieret med Sovjetunionen, blev CPI gjort lovligt i juli 1942.

## Kommunistpartiet efter uafhængigheden
I perioden omkring Indiens deling og uafhængigheden fra Storbritannien i 1947 var den interne situation i CPI kaotisk, og partiets politik og paroler skiftede hurtigt. I februar 1948 på den anden partikongres i Calcutta blev B.T. Ranadive valgt som generalsekretær for partiet, der på konferencen vedtog et "Program for Demokratisk Revolution". Programmet indeholdt for første gang i CPI's historie et afsnit om kamp mod det indiske kastesystem.
Flere steder på det Indiske subkontinent første partiet an i væbnet kamp mod lokale monarker, der ikke var indstillet på at opgive deres magt. Sådanne opstande fandt sted i bl.a. Tripura og Kerala. Den mest betydningsfulde opstand fandt sted i fyrstestaten Hyderabad mod den regerende nizam. Kommunisterne opbyggede en lokal hær og milits i Hyderabad og opnåede kontrol over et område med over tre millioner indbyggere. Oprøret blev dog brutalt slået ned, og partiet forlod sin politik om væbnet kamp. Ranadive blev afsat som leder og stemplet som en "venstreradikal eventyrer"
CPI opnåede en vis tilslutning i Indien, særlig i Manipur, i Kerala og i Bihar.
I 1952 blev CPI det første førende oppositionsparti i det indiske underhus Lok Sabha mens Indian National Congress var ved magten.
Ved valgene i 1957 blev CPI det største oppositionsparti i Indien. Samme år vandt CPI regeringsmagten i delstaten Kerala som det første oppositionsparti i Indien.
Ideologiske uoverensstemmelser førte i 1964 til sprængning af CPI, idet en fraktion af partiet brød ud partiet og stiftede et andet kommunistparti under navnet Communist Party of India (Marxist).
I årene 1970–77 var CPI i alliance med Kongrespartiet. I Kerala indgik partiet i en regeringskoalition med Kongrespartiet med CPI's leder C. Achutha Menon som premierminister. i 1980'erne blev flere ledere af CPI i Punjab dræbt af militante Sikher under urolighederne i Punjab.

## CPI i dag
CPI har tidligere haft status som et "nationalt parti", men grundet et dårligt valg ved valgene i 2014 mistede CPI denne status.
CPI er i dag (pr. 2016) repræsenteret i det indiske underhus Lok Sabha med en enkelt repræsentant ud underhusets 545 pladser. CPI er en del af en koalition af venstreorienterede og kommunistiske partier, der betegnes som Left Front. Left Front har tidligere støttet oppositionsgruppen United Progressive Alliance; en centrum-venstre koalition, ledet af Indian National Congress, men trak støtten i 2008.
Blandt de øvrige kommunistiske partier er CPI i dag langt mindre end udbrydergruppen Communist Party India (Marxist), der pr. 2016 er repræsenteret med 9 pladser i underhuset.
I delstatens Kerala har CPI traditionelt stået stærkt, og CPI indgår i dag i en koalition med CPI(M) under navnet 'Left Democratic Front', der siden 2016 har haft absolut flertal i delstatens parlament.
Partiets nuværende generalsekretær er S. Sudhakar Reddy.

### Baggrundskilder
- N.E. Balaram, A Short History of the Communist Party of India. Kozikkode, Cannanore, India: Prabhath Book House, 1967.
- John H. Kautsky, Moscow and the Communist Party of India: A Study in the Postwar Evolution of International Communist Strategy. New York: MIT Press, 1956.
- M.R. Masani, The Communist Party of India: A Short History. New York: Macmillan, 1954.
- Samaren Roy, The Twice-Born Heretic: M.N. Roy and the Comintern. Calcutta: Firma KLM Private, 1986.
- Wendy Singer, "Peasants and the Peoples of the East: Indians and the Rhetoric of the Comintern," in Tim Rees and Andrew Thorpe, International Communism and the Communist International, 1919-43. Manchester: Manchester University Press, 1998.